# Vyšný Medzev
Vyšný Medzev (em alemão: Obermetzenseifen; húngaro: Felsőmecenzéf) é um município da Eslováquia, situado no distrito de Košice-okolie, na região de Košice. Tem 32,44 km² de área e sua população em 2018 foi estimada em 516 habitantes.

## Demografia
| Ano:        | 1994 | 2004 | 2014   | 2024   |
| ----------- | ---- | ---- | ------ | ------ |
| Broj ljudi: | 0    | 536  | 520    | 551    |
| Razlika:    |      | –    | -2,98% | +5,96% |

| Ano:               | 2023 | 2024   |
| ------------------ | ---- | ------ |
| Número de pessoas: | 554  | 551    |
| Diferença:         |      | -0,54% |